# Campionati italiani di triathlon sprint del 2016
I Campionati italiani di triathlon sprint del 2016 sono stati organizzati dalla Federazione Italiana Triathlon e si sono tenuti a Riccione in Emilia-Romagna, in data 1º ottobre 2016.
Tra gli uomini ha vinto Daniel Hofer ( Carabinieri), mentre la gara femminile è andata a Annamaria Mazzetti ( Fiamme Oro).

## Risultati

### Élite uomini
| Pos. | Atleta                   | Società sportiva             | Nuoto    | Bici     | Corsa    | Totale   |
| ---- | ------------------------ | ---------------------------- | -------- | -------- | -------- | -------- |
|      | Daniel Hofer             | Carabinieri                  | 00:12:08 | 00:29:40 | 00:15:24 | 00:59:12 |
|      | Alessandro Fabian        | Carabinieri                  | 00:11:51 | 00:29:54 | 00:15:33 | 00:59:18 |
|      | Massimo De Ponti         | Carabinieri                  | 00:12:08 | 00:29:35 | 00:15:29 | 00:59:20 |
| 4    | Matthias Steinwandter    | Carabinieri                  | 00:11:53 | 00:29:54 | 00:15:38 | 00:59:28 |
| 5    | Delian Dimko Stateff     | Fiamme Azzurre               | 00:11:51 | 00:29:48 | 00:16:00 | 00:59:43 |
| 6    | Marco Corrà              | Minerva Roma                 | 00:12:06 | 00:29:39 | 00:15:57 | 00:59:55 |
| 7    | Alessio Fioravanti       | Minerva Roma                 | 00:12:12 | 00:29:34 | 00:16:09 | 01:00:00 |
| 8    | Valerio Patanè           | CUS Pro Patria Milano        | 00:12:00 | 00:29:44 | 00:16:09 | 01:00:02 |
| 9    | Franco Pesavento         | PPRTeam                      | 00:12:13 | 00:29:35 | 00:16:14 | 01:00:04 |
| 10   | Gianluca Pozzatti        | CUS Trento CTT               | 00:11:52 | 00:29:51 | 00:16:19 | 01:00:06 |
| 11   | Riccardo Mosso           | 707 Triathlon Team           | 00:12:27 | 00:29:19 | 00:16:16 | 01:00:07 |
| 12   | Nicola Azzano            | CUS Udine                    | 00:11:53 | 00:29:52 | 00:16:21 | 01:00:08 |
| 13   | Riccardo De Palma        | Esercito                     | 00:12:08 | 00:29:42 | 00:16:09 | 01:00:10 |
| 14   | Lorenzo Ciuti            | Minerva Roma                 | 00:12:02 | 00:29:42 | 00:16:27 | 01:00:18 |
| 15   | Gregory Barnaby          | 707 Triathlon Team           | 00:11:54 | 00:29:50 | 00:16:34 | 01:00:22 |
| 16   | Andrea Giacomo Secchiero | Fiamme Oro                   | 00:12:08 | 00:29:37 | 00:16:35 | 01:00:25 |
| 17   | Giulio Molinari          | Carabinieri                  | 00:12:03 | 00:29:38 | 00:16:33 | 01:00:30 |
| 18   | Stefano Rigoni           | Padova Nuoto Fidia           | 00:00:00 | 00:00:00 | 01:00:30 | 01:00:31 |
| 19   | Dario Chitti             | CUS Parma                    | 00:12:05 | 00:29:38 | 00:16:53 | 01:00:38 |
| 20   | Jacopo Butturini         | Triathlon Cremona Stradivari | 00:12:03 | 00:29:43 | 00:16:42 | 01:00:42 |

### Élite donne
| Pos. | Atleta                   | Società sportiva             | Nuoto    | Bici     | Corsa    | Totale   |
| ---- | ------------------------ | ---------------------------- | -------- | -------- | -------- | -------- |
|      | Annamaria Mazzetti       | Fiamme Oro                   | 00:11:54 | 00:33:10 | 00:17:33 | 01:03:41 |
|      | Beatrice Mallozzi        | Minerva Roma                 | 00:12:04 | 00:32:58 | 00:17:55 | 01:04:10 |
|      | Gaia Peron               | Triathlon Team Ravenna       | 00:11:37 | 00:33:31 | 00:17:58 | 01:04:14 |
| 4    | Ilaria Zane              | DDS                          | 00:11:55 | 00:33:08 | 00:18:11 | 01:04:17 |
| 5    | Verena Steinhauser       | Triathlon Cremona Stradivari | 00:12:01 | 00:33:01 | 00:18:08 | 01:04:22 |
| 6    | Alessandra Tamburri      | Minerva Roma                 | 00:12:02 | 00:33:01 | 00:18:19 | 01:04:32 |
| 7    | Alessia Orla             | DDS                          | 00:11:37 | 00:33:22 | 00:18:32 | 01:04:42 |
| 8    | Federica Parodi          | T.D. Rimini                  | 00:12:03 | 00:33:01 | 00:19:04 | 01:05:15 |
| 9    | Sara Papais              | T.D. Rimini                  | 00:12:01 | 00:33:07 | 00:19:06 | 01:05:28 |
| 10   | Sharon Spimi             | Pol. Riccione                | 00:11:37 | 00:33:27 | 00:19:22 | 01:05:34 |
| 11   | Luisa Iogna-Prat         | T.D. Rimini                  | 00:12:02 | 00:33:01 | 00:19:26 | 01:05:39 |
| 12   | Carlotta Maria Missaglia | PPRTeam                      | 00:12:13 | 00:32:51 | 00:19:36 | 01:05:48 |
| 13   | Carlotta Bonacina        | CUS Pro Patria Milano        | 00:12:05 | 00:33:00 | 00:19:55 | 01:06:10 |
| 14   | Veronica Signorini       | Triathlon Cremona Stradivari | 00:11:58 | 00:33:02 | 00:20:07 | 01:06:16 |
| 15   | Cecilia D'Aniello        | T.D. Rimini                  | 00:12:14 | 00:32:52 | 00:20:28 | 01:06:45 |
| 16   | Michela Pozzuoli         | Minerva Roma                 | 00:12:06 | 00:32:57 | 00:21:06 | 01:07:19 |
| 17   | Sara Moretti             | T.D. Rimini                  | 00:12:03 | 00:33:00 | 00:21:17 | 01:07:34 |
| 18   | Giulia Bedorin           | 707 Triathlon Team           | 00:12:29 | 00:34:18 | 00:20:00 | 01:07:58 |
| 19   | Tania Molinari           | Piacenza Triathlon Vivo      | 00:12:27 | 00:34:23 | 00:20:04 | 01:08:02 |
| 20   | Francesca Ferlazzo       | Triathlon Team Spezia        | 00:12:06 | 00:34:39 | 00:20:31 | 01:08:31 |